# Johan Lodewijk van Elderen

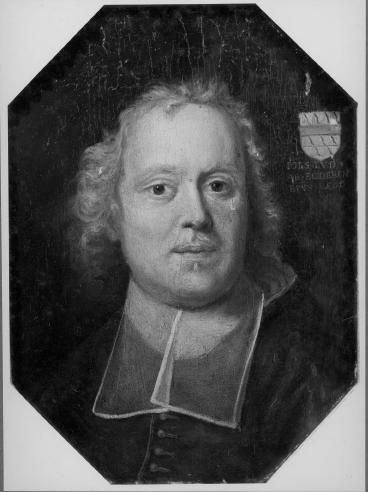
Johan Lodewijk van Elderen.

Johan Lodewijk van Elderen (Tongeren, 29 september 1620 - Luik, 1 februari 1694) was van 1688 tot aan zijn dood prins-bisschop van Luik.

## Levensloop
Hij stamde uit de linie Elderen van het adellijke geslacht Renesse.
Hij trad in de geestelijke stand, was sinds 1636 kanunnik in het Luikse domkapittel en werd in 1670 tot priester gewijd. In 1669 werd Elderen deken van de Sint-Lambertuskathedraal van Luik. In 1688 overleed de Luikse prins-bisschop Maximiliaan Hendrik van Beieren, waarna er tussen een Franse en een anti-Franse partij een strijd om diens opvolging losbarstte. Johan Lodewijk van Elderen werd door de Franse partij als kandidaat naar voren geschoven en won de Luikse bisschopsverkiezing.
Zijn verkiezing als prins-bisschop van Luik viel samen met het begin van de Negenjarige Oorlog tussen Lodewijk XIV van Frankrijk en de Liga van Augsburg onder leiding van keizer Leopold I van het Heilige Roomse Rijk. Luik stond onder bijzondere bedreiging, het prinsbisdom was deel van het Heilige Roomse Rijk en bevond zich in het grensgebied van Frankrijk. Het gebied werd bijna volledig bezit door Frankrijk. Johan Lodewijk van Elderen probeerde zich daarna neutraal op te stellen en ondertekende in 1689 een neutraliteitsverdrag met Frankrijk. De Nederlanders erkenden dit verdrag niet en marcheerden het prinsbisdom binnen. Ze bedreigden de hoofdstad en dwongen Johan Lodewijk om mee te gaan in de anti-Franse alliantie. Hierdoor werd het prinsbisdom door de Fransen verwoest en de stad Luik door bombardementen voor een groot deel vernietigd.
Johan Lodewijk van Elderen overleed in februari 1694, toen de Negenjarige Oorlog nog in volle gang was. Hij werd bijgezet in de tijdens de Franse Revolutie verwoeste Kathedraal van Luik.
- Gemeinsame Normdatei: 12303633X
- International Standard Name Identifier: 0000 0000 5966 5235
- Library of Congress Control Number: no2009066954
- Système universitaire de documentation: 190954388
- Virtual International Authority File: 88461890
- WorldCat: E39PBJpPxCmxChRF8wJgGmwQv3